# Benno von Pfeufer
Benno Heinrich von Pfeufer (* 21. August 1804 in Bamberg; † 10. Februar 1871 in München) war ein bayerischer Ministerialbeamter und Staatsminister.

## Leben
Geboren als Sohn des Hofgerichtsadvokats Sebastion Pfeufer studierte Benno von Pfeufer an der  Julius-Maximilians-Universität Würzburg Rechtswissenschaften. 1823 wurde er Mitglied des Corps Bavaria Würzburg. Nach mit Auszeichnung bestandenem Staatsexamen war er zunächst als Akzessist und Assessor bei der Regierung in Oberfranken, beim Landgericht in Bayreuth und im Bayerischen Innenministerium tätig. 1846 wurde er zum Regierungsrat befördert und zur Regierung in Niederbayern versetzt. 1847 wechselte er unter Ernennung zum Ministerialrat in das Bayerische Innenministerium. Ein Jahr später kam er in das neu errichtete Bayerische Handelsministerium. Von 1859 bis 1866 war Pfeufer Bayerischer Staatsminister der Finanzen. In den Jahren 1864 und 1865 versah er dazu noch das bayerische Staatsministerium für Handel und öffentliche Arbeiten.
Benno Pfeufer starb 1871 im Alter von 66 Jahren in München.

## Grabstätte

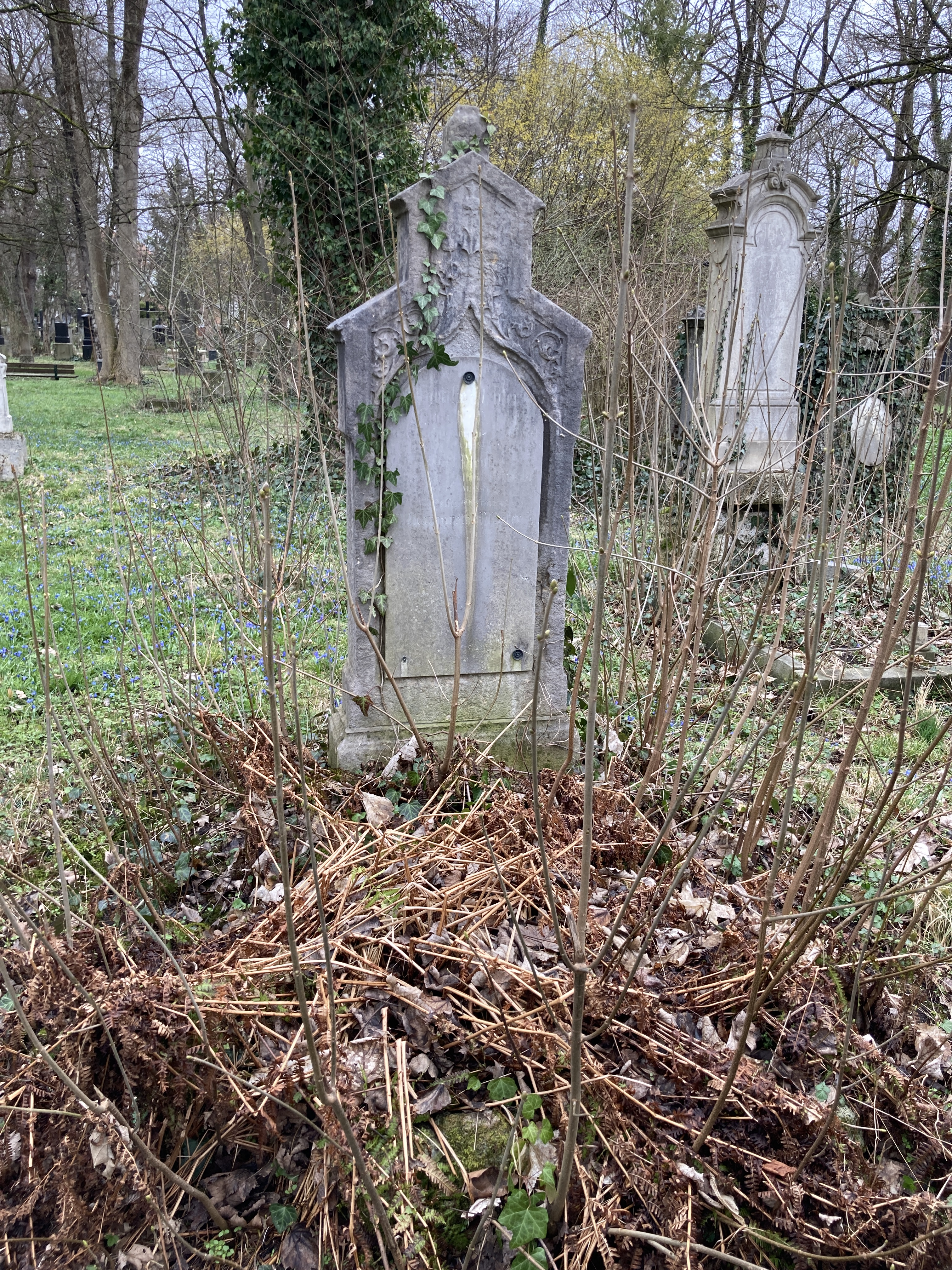
Grab von Benno Pfeufer auf dem Alten Südlichen Friedhof in München

Die Grabstätte von Benno Pfeufer befindet sich auf dem Alten Südlichen Friedhof in München (Gräberfeld 25 – Reihe 12 – Platz 6) Standort.